# Lindow, Brandenburg
Lindow (Mark) är en stad i Tyskland, belägen i Landkreis Ostprignitz-Ruppin i förbundslandet Brandenburg, omkring 60 km nordväst om Berlin. Tillsammans med kommunerna Herzberg (Mark), Rüthnick och Vielitzsee bildar den kommunalförbundet Amt Lindow (Mark).

## Geografi
Orten ligger 60 km nordväst om Berlin, omgiven av Naturpark Stechlin-Ruppiner Wald.  Naturen i närområdet består av blandskog på en landtunga mellan tre sjöar, Wutzsee, Gudelacksee och Vielitzsee.

### Administrativ indelning
Lindow utgör en del av kommunalförbundet Amt Lindow (Mark), tillsammans med grannkommunerna Herzberg (Mark), Rüthnick och Vielitzsee.
Kommunen Lindow indelas i Lindows stad samt ortsdelarna Banzendorf (2001), Hindenberg (2003), Keller (2001), Klosterheide (2001) och Schönberg (Mark) (2003). Ortsdelarna är alla tidoigare kommuner som uppgick i Lindow (Mark) 2001 och 2003.

## Befolkning
| 1875 | 3 134 |
| 1890 | 3 059 |
| 1910 | 2 777 |
| 1925 | 3 117 |
| 1933 | 3 298 |
| 1939 | 3 532 |
| 1946 | 5 476 |
| 1950 | 4 702 |
| 1964 | 3 829 |
| 1971 | 4 047 |

| 1981 | 3 834 |
| 1985 | 3 798 |
| 1989 | 3 712 |
| 1990 | 3 636 |
| 1991 | 3 530 |
| 1992 | 3 505 |
| 1993 | 3 464 |
| 1994 | 3 482 |
| 1995 | 3 467 |
| 1996 | 3 470 |

| 1997 | 3 455 |
| 1998 | 3 502 |
| 1999 | 3 525 |
| 2000 | 3 516 |
| 2001 | 3 485 |
| 2002 | 3 436 |
| 2003 | 3 386 |
| 2004 | 3 309 |
| 2005 | 3 276 |
| 2006 | 3 243 |

| 2007 | 3 194 |
| 2008 | 3 159 |
| 2009 | 3 102 |
| 2010 | 3 097 |
| 2011 | 3 075 |
| 2012 | 3 047 |
| 2013 | 3 038 |

Detaljerade källor anges i Wikimedia Commons..

## Historia

### Klostret Lindow

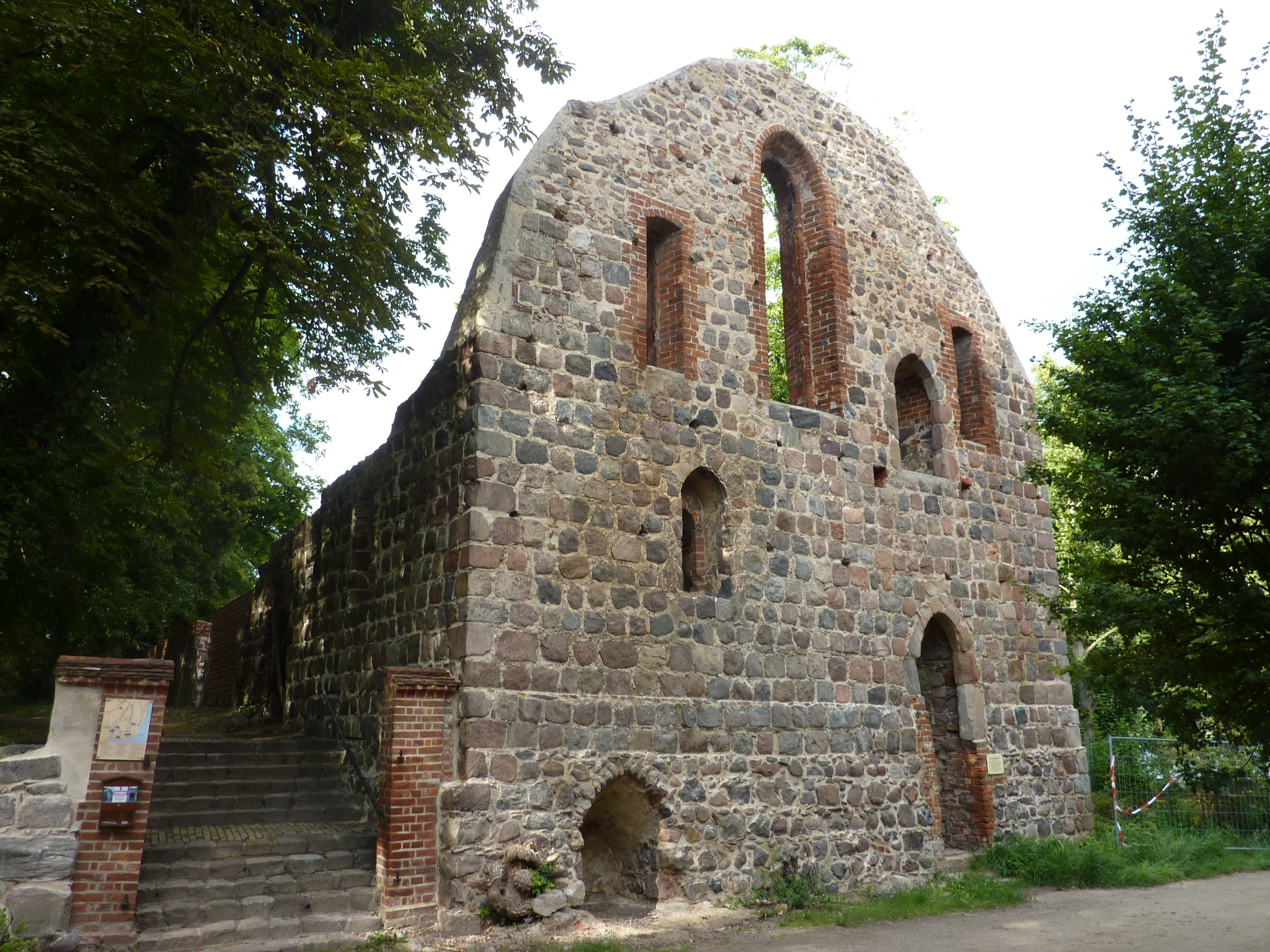
Klosterruinen i Lindow

Greven av Arnstein lät år 1230 grunda ett nunnekloster, tillhörande Cistercienserorden, på platsen. Det grevliga vapnet återfinns idag som en del av ortens stadsvapen. När grevskapet och därmed även klostret återgick till Mark Brandenburg 1524 var klostret ett av de rikaste i Brandenburg.  Klostret omvandlades vid reformationen 1542 till en evangelisk stiftelse.
Merparten av klosterbyggnaderna förstördes av kejserliga trupper 1638 under trettioåriga kriget.    Brandenburgskildraren Theodor Fontane använde klosterruinerna som förebild för klostret "Wutz" i sin roman Der Stechlin (1897).  Klosterruinerna används idag för kulturevenemang.
Den här artikeln är helt eller delvis baserad på material från tyskspråkiga Wikipedia, Kloster Lindow.

### 1900-talet
Mellan 1937 och 1944 bedrev SS hemmet Kurmark i orten, som en del av Lebensborn-programmet för rasbiologisk avel.
Staden låg i den sovjetiska ockupationssektorn och DDR från krigsslutet 1945 fram till 1990.  Vid en flygkrasch 1952 dödades flera ortsinnevånare och sovjetiska militärflygare.
Den tidigare DDR-ledaren Erich Honecker bodde under en kortare tid i samband med den fredliga revolutionen 1989 utanför Lindow, till dess att folkprotester tvingade honom att fly.
Sedan 1998 är Lindow statligt erkänd kurort.  Genom kommunsammanslagningar med Banzendorf, Keller och Klosterheide (2001) och Hindenberg samt Schönberg (Mark) (2003) fick staden sina nuvarande gränser.

## Vänorter
- Harfleur, Frankrike